# Grabhügelnekropole Idenheim
Koordinaten: 49° 53′ 21″ N, 6° 33′ 18″ O
Die Grabhügelnekropole Idenheim ist ein urnenfelderzeitliches Grabfeld in der Ortsgemeinde Idenheim im Eifelkreis Bitburg-Prüm in Rheinland-Pfalz.

## Beschreibung
Es handelt sich um eine Gruppe von Grabhügeln südwestlich von Idenheim an der Gemarkungsgrenze zu Idesheim.
Die Gräber lassen sich in die Zeit von 1300 v. Chr. bis 800 v. Chr. einordnen und zählen somit zur Epoche der Urnenfelderzeit.

## Archäologische Befunde
Im Jahre 1973 fand man erste Gräber der Nekropole, die jedoch einer Raubgrabung zum Opfer fielen. Einige wenige Funde wurden gemeldet und konnten der Urnenfelderzeit zugeordnet werden. 1990 erfolgte die Untersuchung eines Tumulus durch das Rheinische Landesmuseum Trier. Hierbei wurden Scherben der späteren Hunsrück-Eifel-Kultur aufgefunden und man konnte den Umfang der Nekropole auf 24 Grabhügel festlegen. Aufgrund der Funde wird ein Teil der Grabhügel der späten Eisenzeit zugeschrieben, was vor allem durch die Entdeckung eines Erddamms im Nordosten nachgewiesen werden konnte. Dieser ist rund 40 m lang und misst eine Breite von rund 8 m.

## Erhaltungszustand und Denkmalschutz
Die Grabhügelnekropole ist in Teilen (ausgenommen die Raubgrabungen) noch erhalten und befindet sich in einem Waldgebiet.
Die Grabhügelnekropole ist als eingetragenes Kulturdenkmal im Sinne des Denkmalschutzgesetzes des Landes Rheinland-Pfalz (DSchG) unter besonderen Schutz gestellt. Nachforschungen und gezieltes Sammeln von Funden sind genehmigungspflichtig, Zufallsfunde an die Denkmalbehörden zu melden.